# Манастирський Олександр Дмитрович
Олекса́ндр Дми́трович Манасти́рський (чернече ім'я: Артемон) (нар. 22 червня 1857, Лужани (нині Кіцманський район) — пом. 1920) — український письменник та драматург, історик, етнограф, поет, православний церковний діяч, архімандрит.

## Життєпис
Закінчив духовну семінарію в Чернівцях, був священиком у селах північної Буковини, докладав зусиль в справі національної просвіти буковинських українців.
1892 року стає одним із авторів етнографічного твору «Русини на Буковині».
1899 року першим за багато років став радником консисторії-українцем.
1901 року входить до складу крайової шкільної ради.
1905 приймає чернецтво з ім'ям Артемон, незабаром висвячений на архімандрита.
1913 року представники народницьких партій підтримали його кандидатуру на посаду генерального вікарія Буковинської митрополії, призначений по сильному спротиву прорумунських сил.
Писав українською та німецькою мовами, друкувався в газетах — писав побутово-моралізаторські вірші, оповідання,
- п'єси: «Батько умирає»,
- «Гарно підчмелився і не оженився».

Творив пісні для заснованого ним хору хлопчиків:
- «Ой, Дністре, мій Дністре» — стала народною,
- «На селі»,
- «Жовнярі».

Написав німецькою мовою розділ про історію русинів в колективній праці «Австро-Угорська монархія в слові і в образках».

| Ой, Дністре, мій Дністре, Річко ж моя мила, Куди ти так сумно пливеш? Я пливу у море, Щоб там своє горе Забути, втопити на дні. Ой, Дністре пливучий, Широкий, могучий, Візьми свої води, очисти! Пливи в тихе море, Лиши там своє горе І знову до нас поверни! |